# تطبيقات التطور

مخطط تمثيلي يبين كيفية تطور مقاومة للمضاد الحيوي عبر الانتخاب الطبيعي. القسم العلوي يمثل التجمع البكتيري قبل التعرض للمضاد الحيوي. الجزء الأوسط يبين التجمع البكتيري بعد التعرض مباشرة، وهي المرحلة التي يحدث فيها الانتخاب. الجزء الأخير يبين توزيع المقاومة في الجيل الجديد من البكتيريا. وتدرج الألوان يوضح مستوى المقاومة في الأفراد.

يعتبر علم الأحياء التطوري، وبالتحديد فهم كيفية تطور الكائنات الحية من خلال الانتخاب الطبيعي، من المجالات العلمية ذات التطبيقات العملية الكثيرة. وفي حين يدعي الخلقيون افتقار نظرية التطور للتطبيقات العملية، يدحض العلماء هذا الادعاء.

## بيولوجيا على نطاق أوسع
يعتبر النهج التطوري مفتاحاً في العديد من الأبحاث البيولوجية الحالية، والتي لا تهدف في حد ذاتها إلى دراسة التطور. وخاصة في بيولوجيا المتعضيات وعلم البيئة. فمثلاً، يعتبر التفكير التطوري مفتاح نظرية تاريخ الحياة. كما أن توصيف الجينات وعملها يعتمد بشكلٍ كبير على مقاربات المقارنة، أي المقاربات التطورية. ومجال بحث البيولوجيا النمائية التطورية يبحث كيفية حدوث عمليات النمو باستخدام طريقة المقارنة لتحديد كيفية تطور تلك العمليات.

## الانتخاب الصناعي
يعتبر الانتخاب الصناعي استخداماً رئيسيا للتطور، وهو يعني اختيارا متعمدا لصفاتٍ معينة في مجموعة من الكائنات الحية. وقد استخدم البشر، عبر آلاف السنين، الانتخاب الصناعي في تدجين النباتات والحيوانات. ومؤخراً أصبح الانتخاب الصناعي جزءاً أساسياً في الهندسة الجينية، حيث تستخدم في البيولوجيا الجزيئية الواسمات المنتقاة، كجينات مقاومة المضادات الحيوية، للتلاعب في الحمض النووي. كما يمكن اللجوء إلى إحداث سلسلة من الطفرات والانتخاب لتطوير بروتينات بصفاتٍ معينة، كالإنزيمات المعدلة أوالمضادات الحيوية الجديدة، في عملية تسمى الانتخاب الموجه.

## الطب
يمكن أن تحدث مقاومة المضادات الحيوية كنتيجة لحدوث طفرات نقطية في جينوم الجرثوم الممرض، بمعدل 1 لكل مائة مليون لكل عملية استنساخ كروموسومي. حيث يعمل المضاد الحيوي كعامل بيئي ضاغط على البكتيريا. وتلك البكتيريا التي تحمل هذه الطفرات ستتمكن من النجاة والتكاثر، وبالتالي ستتمكن من تمرير صفاتها المقاومة للجيل اللاحق، مما سينتج مجتمعاَ بكتيرياً مقاوماً للمضاد الحيوي.
يمكن فهم التغيرات الحادثة خلال تطور الكائن الحي العلماء من الكشف عن الجينات اللازمة لبناء أجزاء الجسم، أو الجينات المسؤولة عن الاضطرابات الوراثية في الإنسان. فمثلاً سمكة الكهف العمياء، وهي سمكة برصاء تعيش في الكهوف البحرية، فقدت خلال التطور قدرتها على الرؤية. وبعمل مزاوجة بين تجمعاتٍ مختلفة من هذا النوع، نتج أفراد يملكون عيوناً فعالة. حيث أن طفراتٍ مختلفة حدثت في التجمعات التي تطورت بشكلٍ معزولٍ عن بعضها في كهوفٍ منفصلة. وقد مكن هذا من تحديد الجينات اللازمة للرؤية والانصباغ، كالبلورين ومستقبلات الميلانوكورتين-1. وبالمثل، فإن مقارنة الجينوم في أسماك الجليد القطبية الجنوبية، والتي تفتقر إلى خلايا الدم الحمراء، بأقربائها من الأسماك، كسمك القد الصخري، مكّن العلماء من معرفة الجينات المسؤولة عن إنتاج خلايا الدم الحمراء.

## علم الحاسوب
بما أن التطور يمكن أن ينتج عنه عمليات وشبكات ملائمة بشكل كبير، فقد أصبحت له تطبيقات كثيرة في علوم الكمبيوتر. وقد بدأ نيل آل باريتشيلي، في ستينيات القرن الماضي، بعمل محاكاة للتطور باستخدام خوارزميات تطورية وحياة اصطناعية. وتوسع ذلك مع ألكس فريزر، الذي نشر سلسلة من الأوراق البحثية حول محاكاة الانتخاب الاصطناعي حاسوبياً. ثم أصبح التطور الاصطناعي طريقة استمثال معترف بها على نطاق واسع، وذلك نتيجة للجهود التي بذلها إنجو ريتشنبيرج في ستينيات وسبعينيات القرن الماضي، والذي استخدم استراتيجيات التطور في حل معضلات هندسية معقدة. أصبحت الخوارزميات الوراثية رائجة بشكلٍ خاص بسبب كتابات جون هولاند. ومع زيادة الاهتمام الأكاديمي، مكنت الزيادة المطردة في قدرات الحواسيب من استخدام تطبيقات عملية، بما فيها التطوير التلقائي لبرامج الكمبيوتر. وتستخدم الخوارزميات التطورية الآن في حل المسائل متعددة الأبعاد بكفاءة أعلى من البرمجيات المصممة بشرياً، وكذلك في تحسين تصاميم الأنظمة.